# Mompha laspeyresiella
Mompha laspeyresiella é uma espécie de mariposa do gênero Mompha pertencente à família Coleophoridae.
A espécie foi descrita pela primeira vez em 1954.